# Kraftübertragung
Der Begriff Kraftübertragung beschreibt eine technische Möglichkeit, eine Kraft oder ein Drehmoment innerhalb einer Baugruppe, eines technischen Systems oder einer Maschine zwischen verschiedenen Bauteilen zu übertragen. Man unterscheidet:

## Statische Kraftübertragung
Die statische Kraftübertragung hat zum Ziel, in einer Baugruppe oder in einem technischen System einen ausgeglichenen Zustand im Sinne der Statik (Physik) herzustellen. Die Bewegung einer Baugruppe wird verhindert, indem die Summe aller Kräfte gleich "Null" ist. Eine von außen eingetragene Kraft oder ein Moment wird deshalb von einem Bauteil aufgenommen und mit Hilfe der Bauteilverbindungen zur Kompensation an die Lager weitergeleitet.

## Dynamische Kraftübertragung
Die dynamische Kraftübertragung wird auch Leistungsübertragung genannt. Mit einer Kraftübertragung im Sinne der Dynamik (Physik) wird eine Entfernung überwunden und bei Bedarf die Richtung und der Betrag der physikalischen Größen Kraft oder Moment verändert. Des Weiteren besteht oft die Möglichkeit der Regelung oder Steuerung. Sie ist in jedem Antrieb der Technik vorhanden. Eine Baugruppe, die eine Leistung innerhalb eines größeren technischen Systems wie beispielsweise einem Fahrzeug überträgt und dabei Drehmoment und Drehzahl wandelt, wird Getriebe genannt. Man unterscheidet:
- Mechanische Kraftübertragung: Es werden nur mechanische Teile wie Räder (Zahn-, Ketten-, Reibräder, Riemenscheiben oder Kurbeln), Exzenter und Wellen verwendet. Beispiele hierfür sind: Schaltgetriebe beim Fahrzeug, Transmission (Maschinenbau), Dieselmechanischer Antrieb und andere mehr.
- Elektrische Kraftübertragung: Es wird Strom erzeugt, um daraus wieder mechanische Energie zu gewinnen. Beispiele hierfür: siehe bei Dieselelektrischer Antrieb.
- Hydraulische Kraftübertragung: Es wird eine Flüssigkeit als Fluid im Sinne der Hydraulik verwendet. Man unterscheidet
  - hydrostatische Kraftübertragung mit Kolbenmaschinen und
  - hydrodynamische Kraftübertragung mit Strömungsmaschinen (zum Beispiel das Strömungsgetriebe eines dieselhydraulischen Antriebs).
- Pneumatische Kraftübertragung: Diese entspricht der hydraulischen Kraftübertragung, jedoch wird Druckluft als Fluid verwendet. Pneumatische Getriebe sind nicht bekannt. Aber es können beispielsweise Arbeitsplätze in der Industrie, die mit durch Druckluft angetriebenen Schlagschraubern oder anderen pneumatischen Werkzeugen ausgestattet sind, so verstanden werden, dass eine pneumatische Kraftübertragung vom Kompressor über Druckluftleitungen zum Antrieb der Maschine vorhanden ist.